# 因佩利泽里宫

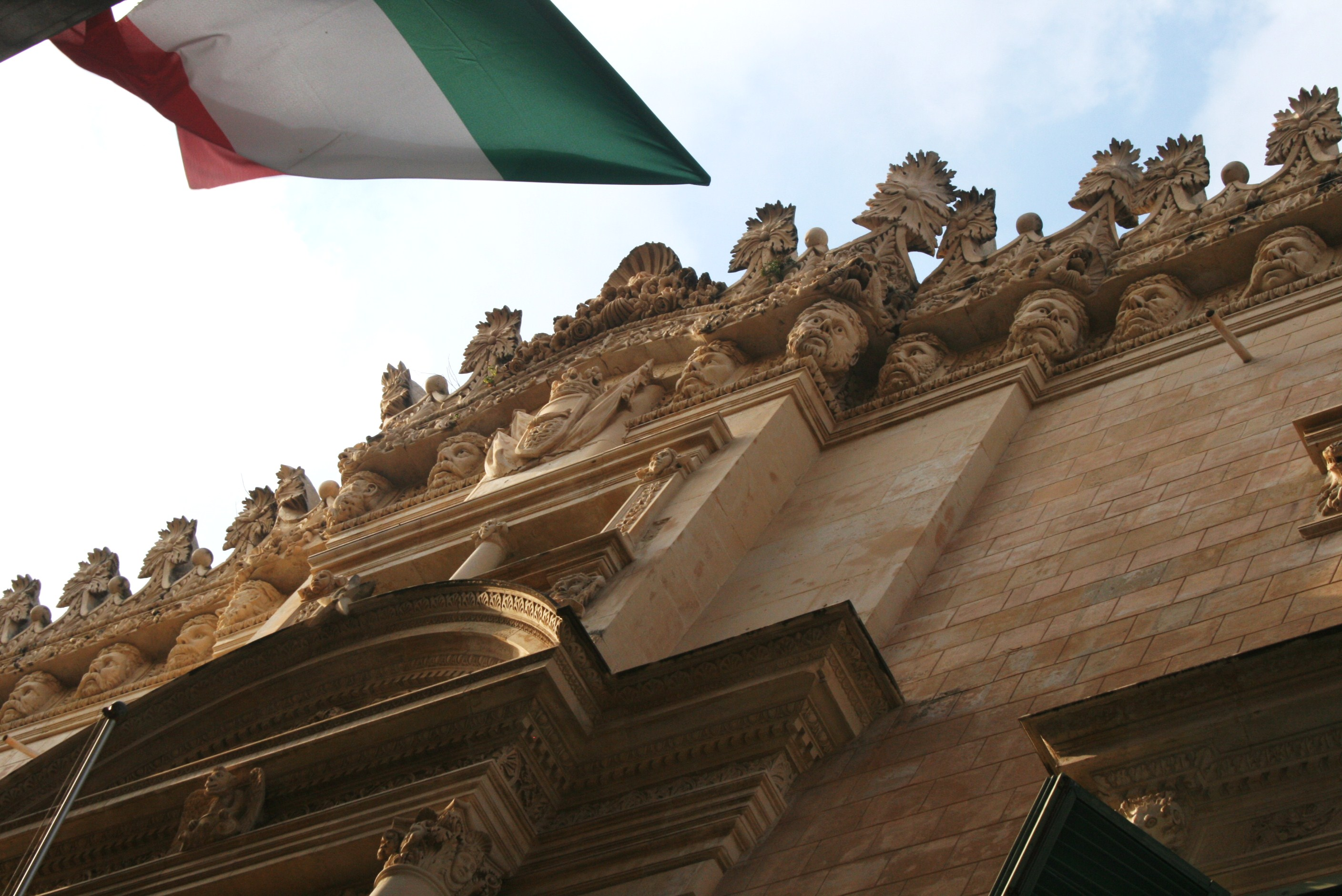

因佩利泽里宫（Palazzo Impellizzeri）是一座洛可可风格的贵族建筑，位于意大利西西里锡拉库萨奥提伽岛梅斯特兰扎街99号。
该住宅可追溯到1894年，其洛可可风格见于主阳台上方的雕带。立面的柱顶饰有花卉图案，在窗台飞檐上饰有人脸。在内部多色地板上，有家族的纹章和字母“G”。